# Juan José Bezares
Juan José Bezares Alarcón, conocido como Bezares, es un exfutbolista y entrenador español. Nació en Guadiaro, San Roque (Cádiz) el 17 de mayo de 1981.

## Trayectoria
Su posición natural en el terreno de juego es centrocampista defensivo, siendo su principal arma la fuerza y su poderío físico en el robo del balón. Al finalizar la temporada 2003-2004 el Cádiz CF se hizo con los servicios del futbolista con calidad de cedido (por aquel entonces jugaba en las filas del Sevilla FC) con el que debutó en Primera de la mano de Joaquín Caparrós en Riazor ante el Deportivo de la Coruña. Ese día también debutó su compañero y amigo Sergio Ramos. Nada más recalar en el Cádiz, un grupo de cadistas decidieron formar su propia peña TKBTLA Sección Bicho Bezares. Fue unos artífices del ascenso del Cádiz CF a la Primera división española en la temporada 2004-2005, por lo cual el Cádiz CF optó por la opción de compra y le renovó hasta el 2011. El entrenador que más provecho le sacó fue Víctor Espárrago, con quien jugó 33 partidos en Primera, llevándose varios premios otorgados por los medios gaditanos. El descenso en Alicante a Segunda B le hizo perdonar dinero al club para seguir en la entidad amarilla.
En enero de 2009 se va cedido hasta final de temporada al equipo Griego del OFI de Creta sin opción de compra. Tras regresar a Cádiz, de nuevo es cedido, esta vez al Unión Estepona CF.
En enero de 2010 Juan José Bezares, hasta ese momento en las filas del Unión Estepona (fue cedido por el Cádiz el verano anterior) se convirtió en refuerzo, hasta el final de la temporada, del AEP Paphos FC, 10.º clasificado del campeonato chipriota.
Tras haber participado en la primera edición de las jornadas de la Asociación de Futbolistas Españoles (AFE), se comprometió, en principio, por una temporada con el FC Aktobe y fue el primer futbolista español en jugar en la Super Liga de Kazajistán con un total de 6 partidos todos como titular, pero a los pocos meses decidió rescindir su contrato con el club al no adaptarse al país asiático.
Jugó en el Club de Fútbol Villanovense de Segunda División B, grupo IV, hasta junio de 2012. En la temporada 2012/13 ha fichado por el Nàstic de Tarragona. La temporada 2014/15 ficha por la Unión Deportiva San Pedro del Grupo IX de Tercera División donde coincide con sus antiguos compañeros en el Sevilla F. C., el portero Javi Muñoz y con Kepa Blanco el cual esta con segundo técnico junto a Rafa Ucles y Adrián Cervera como entrenador. Esta temporada consiguen la clasificación a la fase de ascenso a 2ºB en la cual aún están participando y luchando por el ansioso ascenso.

## Clubes

### Jugador
| Club                        | País       | Año         |
| --------------------------- | ---------- | ----------- |
| Real Balompédica Linense    | España     | 2001 - 2002 |
| Sevilla Atlético            | España     | 2002 - 2004 |
| Sevilla FC                  | España     | 2004        |
| Cádiz CF                    | España     | 2004 - 2009 |
| OFI Creta (cedido)          | Grecia     | 2009        |
| Unión Estepona CF (cedido)  | España     | 2009        |
| AEP Paphos FC               | Chipre     | 2010        |
| FC Aktobe                   | Kazajistán | 2011        |
| Club de Fútbol Villanovense | España     | 2012        |
| Nàstic de Tarragona         | España     | 2012- 2013  |
| Arroyo Club Polideportivo   | España     | 2013- 2014  |
| Club Deportivo Eldense      | España     | 2014        |
| UD San Pedro                | España     | 2014- 2015  |
| Europa FC                   | Gibraltar  | 2015-2016   |
| CD Guadiaro (cedido)        | España     | 2016        |

### Entrenador
| Club                                | País      | Año         |
| ----------------------------------- | --------- | ----------- |
| St. Joseph's FC (2º entrenador)     | Gibraltar | 2016 - 2022 |
| Lincoln Red Imps FC (2º entrenador) | Gibraltar | 2022 - 2025 |
| Lincoln Red Imps FC                 | Gibraltar | 2025 -      |